# ماتئا یلیچ
ماتئا یلیچ (انگلیسی: Matea Jelić؛ زادهٔ ۲۳ دسامبر ۱۹۹۷) تکواندوکار زن اهل کرواسی است.
وی در مسابقات کشوری و بین‌المللی در مجموع برندهٔ ۷ مدال طلا، ۳ مدال نقره، ۳ مدال برنز شده‌است.